# Famille Kushner
 (mai 2019).
Si vous disposez d'ouvrages ou d'articles de référence ou si vous connaissez des sites web de qualité traitant du thème abordé ici, merci de compléter l'article en donnant les références utiles à sa vérifiabilité et en les liant à la section « Notes et références ».
La famille Kushner est une famille américaine qui a fait fortune dans l'immobilier.

## Origines
Les Kushner sont une famille juive originaire de Biélorussie et dont le premier membre connu est Joseph Kushner né Berkowitz (1922-1985), père de Charles Kushner et grand-père de Jared Kushner.
Joseph Berkowitz épouse en octobre 1922 Reichel Kushner dit Rae (27 février 1923-2004) à Budapest en Hongrie. Reichel Kushner est originaire de la ville de Navahrudak en Biélorussie.
Joseph Berkowitz est connu pour avoir participé à l'évasion du ghetto juif local créé par les nazis durant la seconde guerre mondiale. Des 10 000 Juifs qui vivaient dans la région avant la Seconde Guerre mondiale seuls 550 ont survécu.
L'histoire de Reichel Kushner et de son frère Honie est exposée au musée local de la résistance juive dont Charles Kushner est le principal mécène.
Les Kushners sont arrivés aux États-Unis sous le nom de Sh'erit ha-Pletah en 1949.
L'Académie hébraïque Joseph-Kushner et le lycée Rae Kushner Yeshiva tous deux situés à Livingston, dans le New Jersey portent leurs noms.

## Fortune et patrimoine

### Actifs
En 2018 le magazine Forbes évalue la fortune totale de la famille à 1,8 milliard de dollars dont 1,15 milliard de dollars en biens immobiliers.
Les actifs immobiliers principaux de la famille Kushner comprennent des participations dans le 666 Fifth Avenue à Manhattan ainsi que dans la Watchtower à Brooklyn, dans le journal The New York Observer acheté par Jared Kushner en 2006 et dans un investissement de 2,7 milliards de dollars dans une société d'assurance maladie que le frère de Jared, Joshua a co-fondé.
La famille possède et gère également 1 207 739 m2 de biens immobiliers et 20 000 appartements répartis dans six États.

### Kushner Companies
Kushner Companies est une société de promotion et de gestion immobilière américaine basée à New York.
La majorité des actifs de l'entreprise sont situés dans le New York et à New Jersey.

## Histoire
La société Kushner Companies est fondée en 1985 par Charles Kushner.
En 2003, l'Université de New York et Kushner Properties ont annoncé que l'Université avait signé un bail de quinze ans pour la location de trois étages comprenant 7 000 m2 d'espace contigu dans le bâtiment situé au 295 Lafayette Street à Manhattan dans le quartier de SoHo.
En 2005, à la suite d'une poursuite pour fraude et évasion fiscale, Charles Kushner est incarcéré et son fils Jared le remplace à la direction du groupe.
En décembre 2006, la société annonce son intention d'acheter le bâtiment du 666 Fifth Avenue pour un montant de 1,8 milliard de dollars ce qui représente la plus grosse affaire immobilière pour un bâtiment individuel dans l'histoire de la ville de New York.
L'immeuble est acquis au début de l'année 2007. Par la suite l'entreprise s'est concentré sur différentes opérations immobilières dans le New Jersey et à New York. En juillet 2007 Kushner Companies a vendu 17 500 appartements dans les États du New Jersey, de la Pennsylvanie, du Delaware, du Maryland et de New York, pour une valeur totale de 2 milliards de dollars.
En août 2011, des représentants des sociétés Kushner ont fait une présentation à l'Agence de réaménagement Perth Amboy proposant un concept de conception à l'échelle du Landings à Harborside, un développement résidentiel qui sera construit le long du front de mer et permettant le logement locatif plutôt que le propriétaire. Le maire Wilda Diaz a approuvé le plan qui permettrait d'économiser deux bâtiments historiques de Perth Amboy.
Le 5 juillet 2013 Kushner Companies a signé un accord pour l'achat d'un complexe à cinq immeubles à Brooklyn.
Une étude publiée en décembre 2017 par Bloomberg News indique que Kushner Companies détient des participations dans plus de 60 bâtiments à New York.
En 2016, Kushner Companies a ouvert l'immeuble Trump Bay Street, une tour résidentielle de luxe de 53 étages située à Jersey City dans le New Jersey.
Les Kushners se sont associés à une société liée à Beny Steinmetz pour un projet de 250 millions de dollars financé par un investissement de 30 millions de dollars de la famille Kushner et deux prêts pour un total de 190 millions de dollars comprenant un prêt à la construction de 140 millions de dollars du groupe CIT et des investissements de 50 millions de dollars de la Chine.
En juin 2017, le bâtiment occupait la moitié du territoire et était évalué à 360 millions de dollars ce qui a amené les Kushners à rechercher un refinancement de 250 millions de dollars. Jared Kushner a conservé son intérêt pour le bâtiment après avoir été nommé conseiller principal du président Trump.
En 2017, Nicole Kushner Meyer a rejoint son frère Joshua au sein de l'entreprise en qualité de directrice. Nicole Kushner a été critiquée pour avoir mentionné la position de son frère à la Maison Blanche lors de la présentations d'investisseurs qu'elle a données en Chine.

## Chiffres
Selon le rapport 2019 du groupe les ventes réalisées en 2018 ont été de 4,34 milliards de $, 1,3 milliard de $ ont été investis dans le financement de projets et 122 millions de $ ont été empruntés.
Kushner Companies a vendu en 2018 204 386 m2 de surface commerciale, 501 616 m2 de bureaux, 139 354 m2 de locaux industriels. Le groupe gère 21 000 logements et 1108 chambres d'hôtels.

## Membres
La famille Kushner actuelle se compose de 
- Charles Kushner (frère de Murray)
- Murray Kushner (frère de Charles)
- Marc Kushner (neveu de Charles et fils de Murray)
- Jonathan Kushner (neveu de Charles et fils de Murray)
- Esther Schulder née Kushner (sœur de Charles et de Murray)
- Jared Kushner (fils aîné de Charles)
- Joshua Kushner (fils cadet de Charles)

Parmi les membres décédés on trouve : 
- Joseph Kushner (père de Charles et Murray)